# Lúčina
Lúčina je obec na Slovensku v okrese Prešov.  Žije zde 165 obyvatel. První písemná zmínka o obci pochází z roku 1787.

## Poloha
Obec leží na západním svahu Slánských vrchů v kotlině, ve které pramení přítoky Olšavy. Území tvoří mírně zvlněná pahorkatina tvořená převážně pyroklastickými andezity. Nadmořská výška území se pohybuje v rozmezí 410 až 585 m n. m., střed obce je ve výšce 505 m. Lesy s porosty dubů a buků jsou na západním okraji území obce.

## Historie
Vznik obce se datuje do roku 1867, kdy byla vyčleněna jako osada z nedaleké obce Červenice, pod názvem Pustá, respektive Huviz z maďarského Huvész. První písemná zmínka pochází z roku 1787. V roce 1828 v obci bylo 20 domů a 152 obyvatel. Hlavní obživou v meziválečném období bylo zemědělství, práce v lesích, pálení dřevěného uhlí a tkalcovství. V roce 1960 vzniklo JRD. V období 1991–1994 byl postaven nový kostel.

## Fotografie

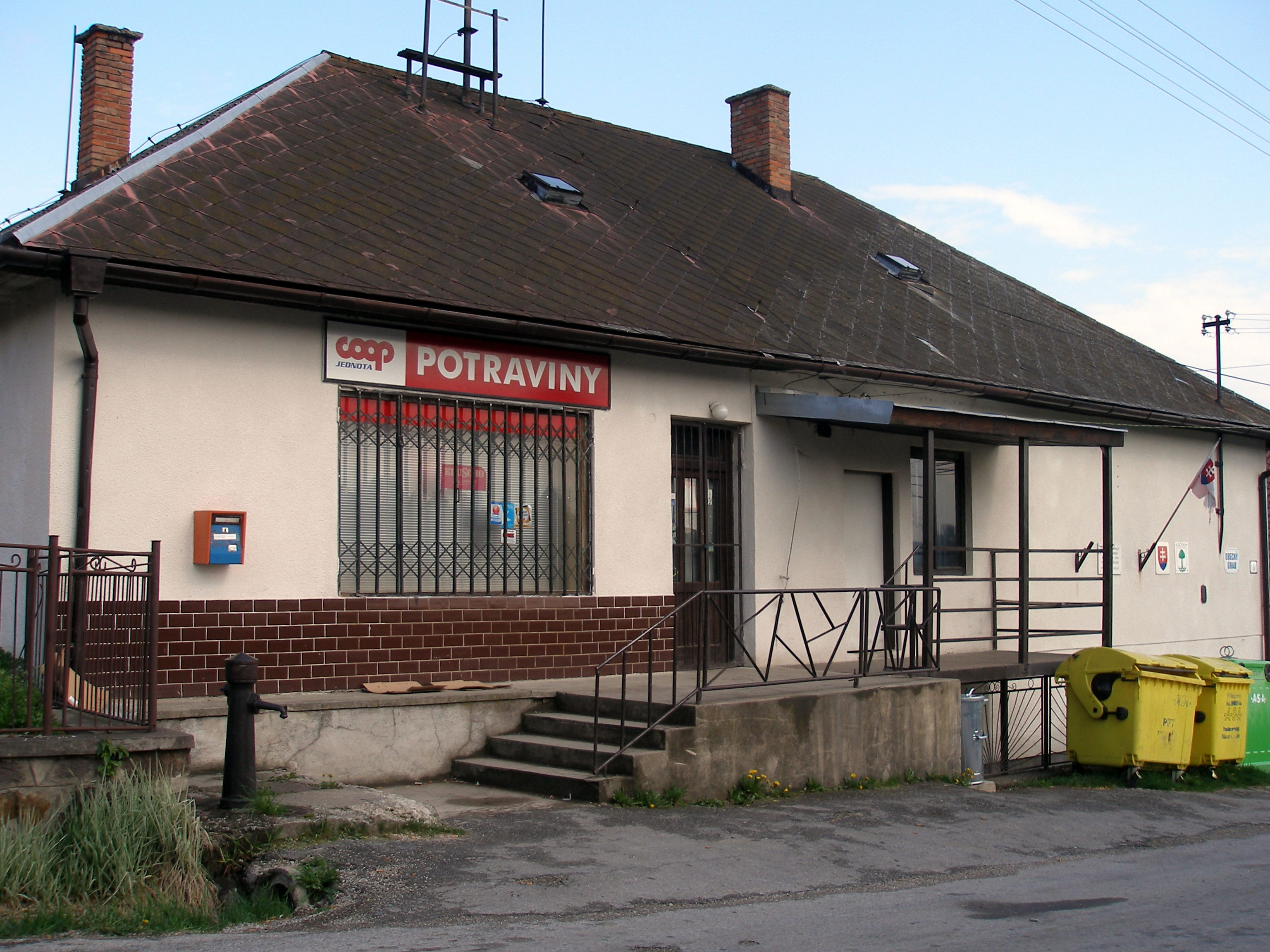
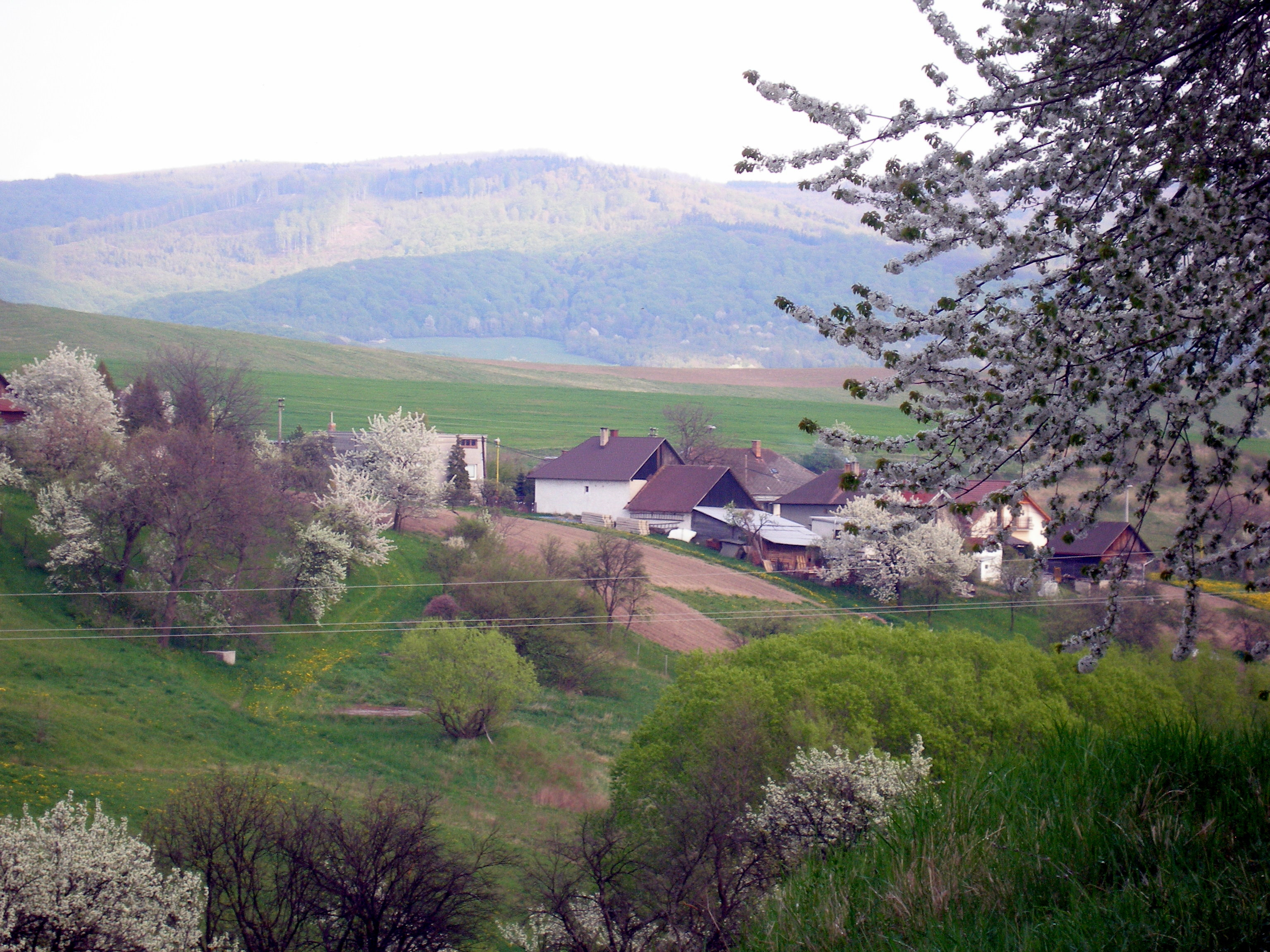
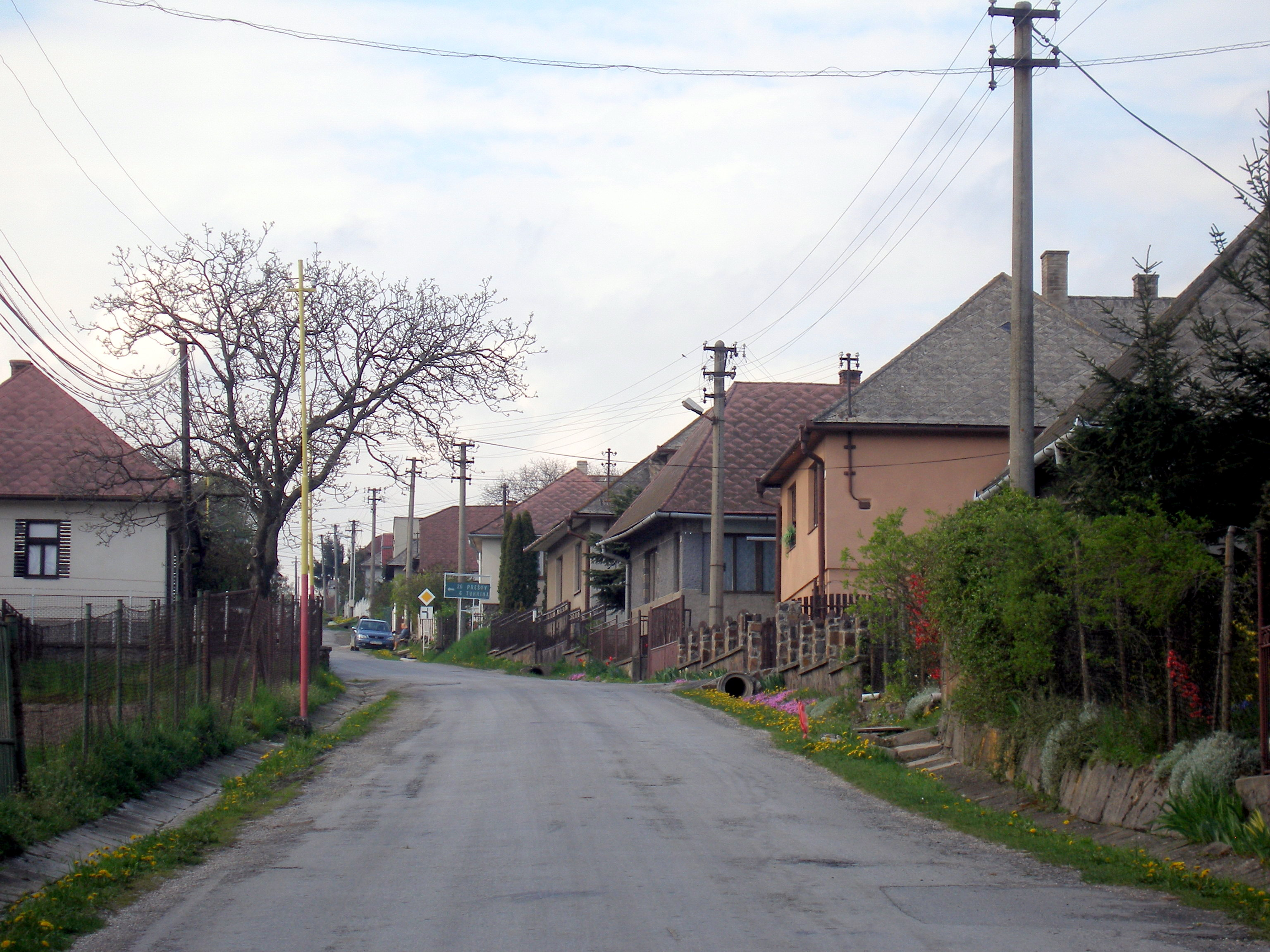